# Abstention de combattre un sinistre en droit pénal français
L'abstention de combattre un sinistre est un délit en droit pénal français qui réprime l'abstention volontaire de prendre les mesures permettant de combattre un sinistre mettant des personnes en danger.

## Historique
Ce délit est introduit par la loi du 22 juillet 1992 réformant le code pénal. Il s'agit d'une nouvelle infraction, qui n'existait pas dans le Code pénal de 1810, applicable depuis l'entrée en vigueur du nouveau code, le 1er mars 1994.

## Formulation du Code pénal
Le délit d'abstention de combattre un sinistre est une composante de la section « De l'entrave aux mesures d'assistance et de l'omission de porter secours » du Code pénal.
L'article 223-7 du Code pénal condamne l'abstention volontaire de prendre les mesures permettant de combattre un sinistre mettant des personnes en péril :

« Quiconque s'abstient volontairement de prendre ou de provoquer les mesures permettant, sans risque pour lui ou pour les tiers, de combattre un sinistre de nature à créer un danger pour la sécurité des personnes est puni de deux ans d'emprisonnement et de 30 000 euros d'amende. »

## Application
Ce délit n'a été que très rarement appliqué,. Tout comme dans le cas de la non-assistance à personne en danger, l'abstention doit faire l'objet d'une preuve particulière. Le tribunal de grande instance de Paris indique ainsi en 2008 lors du procès de l'Erika :

« Pour être constituée, l’infraction suppose l’existence d’un sinistre de nature à créer un danger pour la sécurité des personnes, la possibilité de prendre, sans risque, des mesures pour le combattre et une abstention volontaire, caractérisée, tout à la fois, par la connaissance du sinistre et la volonté de ne pas agir. »

Le TGI avait alors jugé que tous éléments constitutifs de l’infraction n'étaient pas réunis à l’encontre des personnes poursuivies à ce titre.
Plusieurs condamnations ont cependant eu lieu dans des situations où des personnes se sont volontairement abstenues de prévenir les secours lors d'incendies,,.
Des poursuites ont également lieu à la suite de cas de maladies professionnelles. En 2001, le TGI de Marseille a ainsi reconnu coupable une entreprise d'abstention volontaire à la suite du décès d'un de ses employés ayant contracté un mésothéliome après avoir été exposé continuellement et sans protection à des poussières d'amiante. Pendant la première vague de covid-19 en France, l'infraction d'abstention a été invoquée dans des plaintes de salariés devant se rendre sur leur lieu de travail sans équipements de protection adéquats,.
Le 10 septembre 2021, l'ancienne ministre de la santé Agnès Buzyn est placée par la Cour de justice de la République sous le statut de témoin assisté pour abstention volontaire de combattre un sinistre, dans le cadre de l'enquête sur sa gestion de la pandémie de Covid-19 en France,. 